# Sphecozone
Sphecozone is een geslacht van spinnen uit de familie hangmatspinnen (Linyphiidae).

## Soorten
De volgende soorten zijn bij het geslacht ingedeeld:
- Sphecozone altehabitans (Keyserling, 1886)
- Sphecozone alticeps Millidge, 1991
- Sphecozone araeonciformis (Simon, 1895)
- Sphecozone bicolor (Nicolet, 1849)
- Sphecozone capitata Millidge, 1991
- Sphecozone castanea (Millidge, 1991)
- Sphecozone corniculans Millidge, 1991
- Sphecozone cornuta Millidge, 1991
- Sphecozone crassa (Millidge, 1991)
- Sphecozone crinita Millidge, 1991
- Sphecozone diversicolor (Keyserling, 1886)
- Sphecozone fastibilis (Keyserling, 1886)
- Sphecozone formosa (Millidge, 1991)
- Sphecozone gravis (Millidge, 1991)
- Sphecozone ignigena (Keyserling, 1886)
- Sphecozone labiata (Keyserling, 1886)
- Sphecozone lobata Millidge, 1991
- Sphecozone longipes (Strand, 1908)
- Sphecozone magnipalpis Millidge, 1993
- Sphecozone melanocephala (Millidge, 1991)
- Sphecozone modesta (Nicolet, 1849)
- Sphecozone modica Millidge, 1991
- Sphecozone nigripes Millidge, 1991
- Sphecozone nitens Millidge, 1991
- Sphecozone niwina (Chamberlin, 1916)
- Sphecozone novaeteutoniae (Baert, 1987)
- Sphecozone personata (Simon, 1894)
- Sphecozone rostrata Millidge, 1991
- Sphecozone rubescens O. P.-Cambridge, 1870
- Sphecozone rubicunda (Keyserling, 1886)
- Sphecozone spadicaria (Simon, 1894)
- Sphecozone tumidosa (Keyserling, 1886)
- Sphecozone varia Millidge, 1991
- Sphecozone venialis (Keyserling, 1886)